# Bryocyclops bogoriensis
Bryocyclops bogoriensis – gatunek widłonoga z rodziny Cyclopidae. Opisał go w 1926 roku zoolog Richard Menzel, nadając mu nazwę Cyclops bogoriensis.